# جان-بابتيست إستيل
جان-بابتيست إستيل هو دبلوماسي وسياسي فرنسي، ولد في يناير عام 1662، في مارسيليا في فرنسا، وتوفي بنفس المكان في يناير عام 1723. انتخب Consul of  France ‏ وانتخب  (1718 – 1720).